# Дем'яненко Анатолій Васильович
Анато́лій Васи́льович Дем'я́ненко (нар. 19 лютого 1959, Дніпропетровськ, Українська РСР, СРСР) — радянський і український футболіст та тренер. Заслужений майстер спорту СРСР. Учасник трьох чемпіонатів світу. За кількістю проведених ігор (80) займає 4 місце серед усіх гравців збірної СРСР і поступається лише Олегові Блохіну, Ринатові Дасаєву та Альбертові Шестерньову. Віце-чемпіон Європи 1988. Один з найрезультативніших захисників у історії київського «Динамо». Увійшов до збірної «Динамо» за 80 років (1927—2007, на думку читачів газети «Команда»).

## Життєпис

### Гравець
Народився 19 лютого 1959 у Дніпропетровську. Вихованець футбольної школи «Дніпро-75». Перші тренери — Михайло Коломоєць та Володимир Ануфрієнко. У дитинстві окрім футболу захоплювався хокеєм.
У «Дніпрі» від 1976 року. За головну команду 19-річний Дем'яненко зіграв перший матч у сезоні 1978 (всього у чемпіонаті 1978: 20 ігор, 1 гол). До київського «Динамо» оборонця запросив Анатолій Андрійович Сучков після гри «Дніпра» на щорічному молодіжному турнірі «Переправа» в Сухумі у 1978 році.
Сезон 1979 20-річний дніпропетровець почав вже у складі «Динамо» Київ. З перших ігор Дем'яненко став головним лівим захисником — він добре працював у відборі та часто бігав у напад, чимало забивав. Вже у першому ж київському сезоні (1979) він увійшов до списку «33 найкращих». У 1980 та 1981 рр. разом із «Динамо» стає чемпіоном Радянського Союзу. Анатолій Дем'яненко відзначався швидкими проходами флангом і потім міг віддати точну передачу партнерові у центр. Проте один зі своїх найвідоміших голів він забив досить незвичним для нього способом — у фіналі Кубка СРСР 1985 Дем'яненко відзначився дуже красивим діагональним пострілом зі штрафного, хоча він стандарти переважно не виконував. Того року київське «Динамо» зробило «дубль», перемігши й у чемпіонаті, а 26-річного гравця назвали найкращим футболістом СРСР. У чемпіонаті СРСР 1985 він забив 8 голів за 34 гри, показавши зразок гри атакувального оборонця.
У 1/16 фіналу Кубка володарів кубків 1985/86 «Динамо» зустрічалося з голландським «Утрехтом». Перша гра відбувалася на чужому полі і до 82-ї хвилини кияни поступалися 0:2. Але після комбінації, яку розіграли Ігор Бєланов (який щойно вишов на заміну) та Олександр Заваров, м'яч потрапив до Анатолія Дем'яненка. Оборонець відважився на удар здалеку і забив. Згодом той м'яч Дем'яненка назвали «голом надії». Через 2 тижні «Динамо» впевнено відігралось на власному полі — 4:1. Після цього кияни перемогли румунську «Університатя» (2:2 в Румунії; 3:0 у Києві, де один із голів забив Дем'яненко), австрійський «Рапід» (4:1 у Відні; 5:1 у Києві), чехословацьку «Дуклу» (3:0 вдома; 1:1 у Празі). На фінал проти мадридського «Атлетіко», де українські спортсмени перемогли 3:0, команду «Динамо» з капітанською пов'язкою вивів саме Анатолій Дем'яненко — один із лідерів українського клубу. Він був капітаном аж до 1990 року. Зігравши на своєму третьому чемпіонаті світу — ЧС в Італії 1990, Дем'яненко став лише 4-им радянським футболістом (після Яшина, Безсонова і Дасаєва), якому вдалося подібне. Кар'єру завершував у НДР та Польщі. Останній сезон як футболіста — 1992/93, провів у «Динамо» Київ.

### Тренер
У 1993 році тренував київський ЦСК ЗСУ та бориспільський «Борисфен». Потім, коли наставником «Динамо» став Йожеф Сабо, то до тренерського штабу запросили і Анатолія Дем'яненка.
У 2005 році очолив клуб після звільнення Леоніда Буряка. Команда перебувала не в найкращому стані — програвши в 2 кв. раунді Ліги чемпіонів швейцарському «Тюну», «Динамо» вперше за 9 років не пройшло до групового турніру. Та й в Чемпіонаті України було не солодко — після перших п'яти турів кияни посідали 3 місце. Перші три місяці Анатолій Васильович був виконуючим обв'язки, пізніше Ігор Суркіс затвердив його на посаді. Дем'яненко зумів покращити позицію, проте головної цілі не було досягнуто — в «золотому матчі» «Динамо» програло чемпіонат донецькому «Шахтарю». Той сезон в Україні для Дем'яненка виявився не досить вдалим, хоч кияни виграли Кубок.

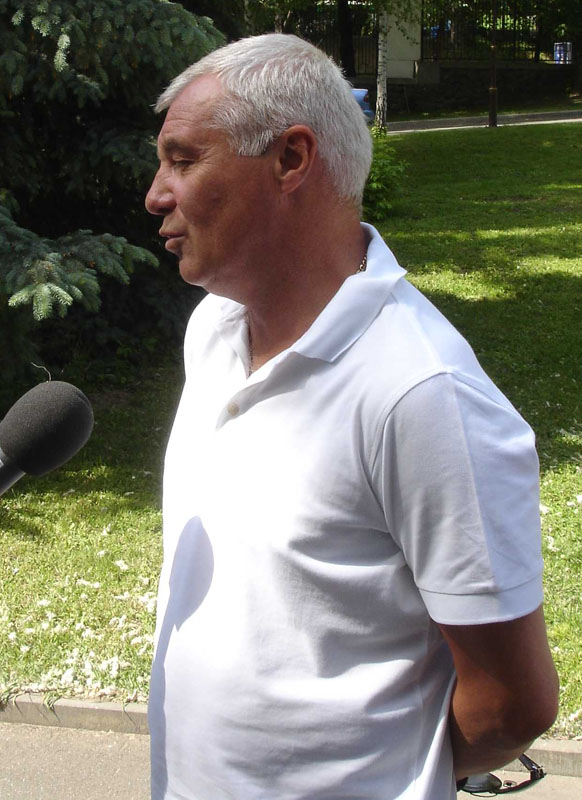
Анатолій Дем'яненко у 2012 році

Наступний сезон для «біло—синіх» виявився вельми успішним — в Україні команда виграла все: золотий «дубль», тобто перемога в Чемпіонаті і в Кубку України, і Суперкубок України. Єдине, що дещо затьмарило той сезон — провалений сезон в Лізі чемпіонів, де «динамівці» не досягли жодної перемоги, набравши лише 2 очки в групі. До групового турніру Ліги Чемпіонів «Динамо» пройшло, в 2 кваліфікаційному раунді розгромивши в обох матчах лієпайський «Мєталург» (4:0 і 4:1), а в 3 кваліфікаційному раунді перемігши сильний турецький «Фенербахче» (нічия 2:2 в Стамбулі і перемога 3:1 в Києві). Груповий етап для киян виявився жахом — 1:4 вдома зі «Стяуа (Бухарест)», 5:1 з мадридським «Реалом», 0:3 вдома з «Олімпік Ліон» після першого кола.
Вже наступний початок сезону кияни почали невдало — незважаючи на перемогу в Суперкубку, в Чемпіонаті на перемогу «Динамо» дочекалось лише в п'ятому турі (7:3 проти львівських «Карпат»), після чого «біло-сині» все ж вийшли на серію з п'яти перемог. Проте це не помогло, і вже тоді загрожувала втрата Ліги Чемпіонів на наступний рік. Єдиним пріоритетом стала Ліга чемпіонів УЄФА. «Динамо» впевнено пройшло до групового турніру після перемоги в 3 кваліфікаційному раунді над боснійським «Сараєво» (перемоги 3:0 в Києві і 1:0 в Сараєво), проте поразка 2:0 від італійської «Роми» в першому матчі групового турніру означала звільнення Дем'яненка з посади.
У січні 2008 року очолив азербайджанський «Нефтчі». 23 серпня 2008 звільнений з посади головного тренера «Нефтчі» за взаємною згодою сторін.
У серпні 2010 року призначений головним тренером узбецького клубу «Насаф» (Карші). В тому сезоні Дем'яненко з клубом здобув бронзові медалі узбецького чемпіонату.
У 2011 році разом «Насафом» виграв Кубок АФК — другий за значимістю клубний турнір Азії.
В січні 2012 року очолив луцьку «Волинь». В тому ж сезоні під його керівництвом луцька команда дійшла до півфіналу кубку України, в якому в драматичному поєдинку з рахунком 4-3 програла донецькому «Шахтарю». В новому сезоні команда залишилась середняком Прем'єр-ліги, проте з 2013 року в команді розпочались фінансові труднощі, через що команда змушена була їздити на виїзні матчі на поїзді і результати волинян значно погіршились. Після чотирьох поразок поспіль з загальним рахунком 8-0, 26 квітня 2013 року Дем'яненка було звільнено з посади головного тренера.

## Статистика виступів

### Клубна
| Клуб              | Сезон             | Чемпіонат | Чемпіонат | Кубок | Кубок | Єврокубки | Єврокубки | Інші | Інші | Всього | Всього |
| Клуб              | Сезон             | Ігри      | Голи      | Ігри  | Голи  | Ігри      | Голи      | Ігри | Голи | Ігри   | Голи   |
| ----------------- | ----------------- | --------- | --------- | ----- | ----- | --------- | --------- | ---- | ---- | ------ | ------ |
| Дніпро            | 1978              | 20        | 1         | 0     | 0     | 0         | 0         | -    | -    | 20     | 1      |
| Динамо            | 1979              | 32        | 0         | 3     | 0     | 6         | 2         | -    | -    | 41     | 2      |
| Динамо            | 1980              | 32        | 2         | 8     | 0     | 2         | 0         | -    | -    | 42     | 2      |
| Динамо            | 1981              | 29        | 2         | 4     | 0     | 5         | 0         | 1    | 0    | 39     | 2      |
| Динамо            | 1982              | 32        | 5         | 3     | 0     | 4         | 1         | -    | -    | 39     | 6      |
| Динамо            | 1983              | 33        | 3         | 1     | 0     | 2         | 0         | -    | -    | 36     | 3      |
| Динамо            | 1984              | 33        | 2         | 7     | 0     | 0         | 0         | -    | -    | 40     | 2      |
| Динамо            | 1985              | 34        | 8         | 2     | 1     | 9         | 2         | -    | -    | 45     | 11     |
| Динамо            | 1986              | 29        | 2         | 5     | 0     | 9         | 0         | 1    | 0    | 44     | 2      |
| Динамо            | 1987              | 29        | 1         | 4     | 2     | 1         | 0         | 1    | 0    | 35     | 3      |
| Динамо            | 1988              | 30        | 1         | 4     | 0     | 0         | 0         | -    | -    | 34     | 1      |
| Динамо            | 1989              | 5         | 2         | 2     | 0     | 0         | 0         | -    | -    | 7      | 2      |
| Динамо            | 1990              | 15        | 0         | 1     | 0     | 1         | 0         | -    | -    | 17     | 0      |
| Магдебург         | 1990-1991         | 3         | 0         | 0     | 0     | 0         | 0         | -    | -    | 3      | 0      |
| Відзев            | 1991-1992         | 13        | 0         | 0     | 0     | 0         | 0         | -    | -    | 13     | 0      |
| Динамо            | 1992-1993         | 14        | 1         | 2     | 0     | 4         | 0         | -    | -    | 20     | 1      |
| Всього за Динамо  | Всього за Динамо  | 347       | 29        | 46    | 3     | 43        | 5         | 3    | 0    | 439    | 37     |
| Всього за кар'єру | Всього за кар'єру | 383       | 30        | 46    | 3     | 43        | 5         | 3    | 0    | 475    | 38     |

- Інші — Кубок Сезону СРСР
- Статистика в Кубках СРСР та єврокубках подана за схемою «осінь-весна» та зарахована в рік початку турніру

### Збірна
| СРСР    | СРСР | СРСР |
| Рік     | Ігри | Голи |
| ------- | ---- | ---- |
| 1981    | 4    | 1    |
| 1982    | 10   | 0    |
| 1983    | 9    | 2    |
| 1984    | 4    | 0    |
| 1985    | 14   | 2    |
| 1986    | 12   | 0    |
| 1987    | 7    | 0    |
| 1988    | 16   | 1    |
| 1989    | 2    | 0    |
| 1990    | 2    | 0    |
| Загалом | 80   | 6    |

## Титули та досягнення

### Як гравця
- Чемпіон Радянського Союзу: 1980, 1981, 1985, 1986 і 1990
- Чемпіон України: 1992/93
- Кубок Радянського Союзу: 1982, 1985, 1987 та 1990
- найкращий футболіст УРСР: 1982 і 1985
- найкращий футболіст Радянського Союзу: 1985
- у списку «33 найкращих» — 9 разів (7 разів № 1)
- Кубок володарів кубків: 1986
- учасник чемпіонатів світу: 1982, 1986 та 1990
- Чемпіон Європи (U-21): 1980
- Віце-чемпіон Європи: 1988
- бронзовий призер Спартакіади народів СРСР, 1979.

### Як тренера
- Чемпіон України: 2007
- Кубок України: 2006, 2007
- Суперкубок України: 2006, 2007
- Кубок АФК: 2011

### Державні нагороди
- Орден «За заслуги» I ст. (13 травня 2016) — за вагомі особисті заслуги у розвитку і популяризації вітчизняного футболу, піднесення міжнародного спортивного престижу України та з нагоди 30-річчя перемоги у фінальному матчі Кубка володарів кубків УЄФА, здобутої під керівництвом головного тренера футбольного клубу «„Динамо“ Київ», Героя України Лобановського Валерія Васильовича[5][6]